# Tony Martin (sångare och skådespelare)
Tony Martin, född som Alvin Morris den 25 december 1913 i San Francisco, Kalifornien, död 27 juli 2012 i Los Angeles, Kalifornien, var en amerikansk skådespelare och sångare.

## Biografi
Efter att i många år ha turnerat runt med olika orkestrar som saxofonist och vokalist, gjorde Tony Martin filmdebut 1936 i Sing, Baby, Sing. Han medverkade sedan i flera romantiska filmer. 
Han erhöll utmärkelsen Bronze Star för sin tjänstgöring som sergeant i amerikanska flygvapnet under andra världskriget. 
Martin största skivsuccé var To Each His Own 1946.
Han var gift 1937–1940 med Alice Faye och från 1948 med Cyd Charisse. De två uppträdde tillsammans i nattklubbsshower.

## Filmografi i urval
- 1936 – Sing Baby, Sing
- 1936 – Flottan dansar
- 1936 – The Farmer in the Dell
- 1936 – Lilla miljonärskan
- 1936 – Murder on a Bridle Path
- 1936 – Back to Nature
- 1936 – Pigskin Parade
- 1937 – You Can't Have Everything
- 1937 – Ali Baba Goes to Town
- 1940 – I rytmens virvlar
- 1941 – En dag på varuhuset
- 1941 – Ziegfeldflickan
- 1946 – Efter regn kommer solsken
- 1951 – Biljett till Broadway
- 1952 – Urladdning
- 1953 – Fest i Florida
- 1954 – Av hela mitt hjärta
- 1955 – Hit the Deck
- 1957 – Drömresan
- 1957 – Let's Be Happy